# Herpeperas violaris
Herpeperas violaris är en fjärilsart som beskrevs av George Francis Hampson 1926. Herpeperas violaris ingår i släktet Herpeperas och familjen nattflyn. Inga underarter finns listade i Catalogue of Life.